# Eneko Eizmendi Blanco
Eneko Eizmendi Blanco (Beasáin, 10 de junio de 1990) es un futbolista español que juega como extremo en la SD Beasáin.

## Carrera
Eizmendi se formó en la cantera de la Real Sociedad, jugando tres temporadas en la Real Sociedad "B". Tras un año de cesión en el CD Guijuelo, se marchó al filial del Real Betis en 2012. En 2014 firmó por el CD Toledo, donde logró ocho goles. En la campaña siguiente, ya en el Real Unión, alcanzó los nueve tantos.
En julio de 2016 firmó por el Albacete Balompié, aunque a mitad de temporada fue cedido al Pontevedra. En enero de 2018, tras seis meses en el UCAM Murcia, regresó al Real Unión.
En octubre de 2020 firmó por el Haro Deportivo. Tres meses después, rescindió su contrato con el club riojano y se incorporó al Club Portugalete. En julio de 2021 se marchó al Gernika Club, donde pasó dos temporadas aunque en la última sólo jugó cuatro encuentros.En enero de 2024 firmó por la SD Beasáin, donde se reencontró con su hermano Alain.

## Clubes

### Carrera juvenil
| Club          | País   | Periodo   |
| ------------- | ------ | --------- |
| Real Sociedad | España | 2002-2008 |

### Carrera deportiva
| Club                       | País   | Periodo     |
| -------------------------- | ------ | ----------- |
| Real Sociedad B            | España | 2008-2011   |
| CD Guijuelo→(cesión)       | España | 2011-2012   |
| Real Betis B               | España | 2012-2014   |
| CD Toledo                  | España | 2014-2015   |
| Real Unión Club            | España | 2015-2016   |
| Albacete Balompié          | España | 2016-2017   |
| Pontevedra Club de Fútbol  | España | 2017        |
| UCAM Murcia Club de Fútbol | España | 2017        |
| Real Unión Club            | España | 2018-2020   |
| Club Haro Deportivo        | España | 2020-2021   |
| Club Portugalete           | España | 2021        |
| SD Gernika                 | España | 2021 - 2023 |
| SD Beasáin                 | España | 2024 - Act. |

## Vida personal
Es hermano gemelo del futbolista Alain Eizmendi, con el que coincidió en la cantera de la Real Sociedad, Real Unión y SD Beasáin.Además, es sobrino del exfutbolista y entrenador José Ramón Eizmendi.